# Joël Vanhoebrouck
Joël Vanhoebrouck (Vilvoorde, 10 juni 1974) is een Vlaamse regisseur.

## Biografie
Vanhoebrouck werkte in 1997 zijn studies af als regisseur aan het RITS te Brussel. Na zijn eindwerk, de kortfilm Tunnel, die vertoond werd op Leuven Kort, verleende hij zijn medewerking aan verschillende producties van Belgische en buitenlandse kort- en langspeelfilms.
In 2003 regisseerde hij zijn eerste tweetalige kortfilm, Joséphine, die bekroond werd met de prijs van de jury voor beste Vlaamse fictiefilm op het Internationaal Kortfilmfestival.
De jury loofde vooral "de klassieke verhaalstructuur en de liefdevolle benadering van de acteurs".
De cast omvatte naast de Belgisch-Franstalige acteurs, Yolande Moreau en Bouli Lanners, ook Vlaamse acteurs waaronder Sara De Roo en Nand Buyl.

## Regie: films
In 2012 regisseerde Vanhoebrouck zijn eerste langspeelfilm Brasserie Romantiek. De film werd op 19 december 2012 in de Vlaamse zalen vertoond, soms met de Franse ondertiteling.
Brasserie Romantiek heeft de kaap van de 100.000 toeschouwers bereikt in februari 2013. De film werd ook in andere landen vertoond.

## Regie: televisieseries
Sinds 2008 regisseert hij verschillende episodes van Vlaamse televisieseries, zoals:
- Vermist seizoen 1 en 2
- Code 37 seizoen 1
- Vermist seizoen 3 en 4
- Vossenstreken
- De Bunker

Hij verzorgt de volledige regie voor:
- Dubbelleven, verhaal gespreid over 13 afleveringen, en in 2011 bekroond met de prijs van de beste drama op de Vlaamse Televisie Vlaamse Televisiesterren.
- Eigen kweek, seizoen 1, 2 en 3, en seizoen 1 in 2014 bekroond met de prijs van de beste drama op de Vlaamse Televisie Vlaamse Televisiesterren.
- De infiltrant, het boek Alpha 20 van Kris Daels in televisieserie; een verhaal rond de infiltratie door een politieman in een drugsbende, die opereert tussen Marokko, via Málaga, Biarritz en Antwerpen, door bevriend te worden met de Vlaamse transporteur. De opnames vonden plaats in Málaga, Biarritz en in België begin 2017. Werd uitgezonden in 8 episodes op TV VTM in 2018.
- Black-out, het licht valt plots uit in België na een sabotage van een kerncentrale. De dochter van eerste vrouwelijke minister in België blijkt ontvoerd te zijn. Werk aan de winkel voor de Belgische Staatsveiligheid Dienst Anti-terrorisme. De klok tikt: licht aanschakelen, dan zal de dochter sterven. Wordt uitgezonden op VRT Een in het najaar 2020, en sinds begin september te zien op Streamz.
- Undercover (seizoen 3). Ex-agent Bob Lemmens wordt door Patrick Diericks benaderd om als burgerinfiltrant te infiltreren. Ondertussen komt Ferry Bouman vrij in een wereld met andere spelregels. Hij is vastberaden om zijn oude positie aan de top van de xtc-voedselketen terug in te nemen. De serie is te zien op Eén in België, en wereldwijd op Netflix.
- Arcadia (seizoen 2)

## Acteur
Hij had ook een klein rolletje als opnameleider in Zot van A., een film van Jan Verheyen.